# فريديريك فرانسوا
فريديريك فرانسوا (بالفرنسية: Frédéric François)‏ هو متزحلق جبال الألب فرنسي، ولد في 25 يناير 1977 في Louviers ‏ في فرنسا.

## روابط خارجية
- فريديريك فرانسوا على موقع Paralympic.org (الإنجليزية)
- فريديريك فرانسوا على موقع اللجنة البارالمبية الفرنسية (الفرنسية)